# Кубок СРСР з футболу 1971
Кубок СРСР з футболу 1971 — 30-й розіграш кубкового футбольного турніру в СРСР. Володарем Кубка вдев'яте став клуб «Спартак» (Москва).
У цьому кубковому турнірі брали участь лише 38 клубів, 16 — команд вищої ліги та 22 команди першої ліги.

## 1/32 фіналу
| Команда 1             | Рахунок | Команда 2             | 1 матч | 2 матч |
| --------------------- | ------- | --------------------- | ------ | ------ |
| Алга (Фрунзе)         | 3:2     | Текстильник (Іваново) | 1:1    | 2:1    |
| Кузбас (Кемерово)     | 2:0     | Волгар (Астрахань)    | 2:0    | 0:0    |
| Будівельник (Ашхабад) | 1:1     | Металург (Запоріжжя)  | 1:1    | 0:2    |
| Молдова (Кишинів)     | 2:0     | Шинник (Ярославль)    | 2:0    | 0:0    |
| Жальгіріс (Вільнюс)   | 3:3     | Памір (Душанбе)       | 2:3    | 1:0    |
| Даугава (Рига)        | 1:3     | Уралмаш (Свердловськ) | 1:0    | 0:3    |

## 1/16 фіналу
| Команда 1              | Рахунок | Команда 2                | 1 матч | 2 матч |
| ---------------------- | ------- | ------------------------ | ------ | ------ |
| Динамо (Київ)          | 3:1     | Алга (Фрунзе)            | 2:1    | 1:0    |
| Спартак (Орджонікідзе) | 1:4     | Динамо (Мінськ)          | 1:4    | 0:0    |
| Кузбас (Кемерово)      | 1:4     | Динамо (Москва)          | 0:2    | 1:2    |
| Кайрат (Алма-Ата)      | 3:2     | Дніпро (Дніпропетровськ) | 1:1    | 2:1    |
| Динамо (Ленінград)     | 0:4     | Зоря (Ворошиловград)     | 0:3    | 0:1    |
| Динамо (Тбілісі)       | 2:1     | Крила Рад (Куйбишев)     | 0:0    | 2:1    |
| Нефтчі (Баку)          | 1:0     | Локомотив (Москва)       | 1:0    | 0:0    |
| Зеніт (Ленінград)      | 4:0     | Металіст (Харків)        | 2:0    | 2:0    |
| Спартак (Москва)       | 4:0     | Металург (Запоріжжя)     | 3:0    | 1:0    |
| Пахтакор (Ташкент)     | 2:1     | Молдова (Кишинів)        | 1:1    | 1:0    |
| Карпати (Львів)        | 3:2     | Памір (Душанбе)          | 2:2    | 1:0    |
| Шахтар (Караганда)     | 2:3     | СКА (Ростов-на-Дону)     | 2:0    | 0:3 дч |
| ЦСКА (Москва)          | 3:1     | Торпедо (Кутаїсі)        | 1:0    | 2:1    |
| Рубін (Казань)         | 0:2     | Торпедо (Москва)         | 0:1    | 0:1    |
| Шахтар (Донецьк)       | 3:1     | Уралмаш (Свердловськ)    | 2:0    | 1:1    |
| Арарат (Єреван)        | 3:2     | Чорноморець (Одеса)      | 1:0    | 2:2    |

## 1/8 фіналу
| Команда 1            | Рахунок | Команда 2          | 1 матч | 2 матч |
| -------------------- | ------- | ------------------ | ------ | ------ |
| Арарат (Єреван)      | 1:2     | Динамо (Тбілісі)   | 0:0    | 1:2    |
| Динамо (Москва)      | 0:6     | Нефтчі (Баку)      | 0:2    | 0:4    |
| Зоря (Ворошиловград) | 1:2     | Кайрат (Алма-Ата)  | 0:0    | 1:2    |
| Зеніт (Ленінград)    | 1:0     | Динамо (Київ)      | 0:0    | 1:0    |
| СКА (Ростов-на-Дону) | 2:1     | Карпати (Львів)    | 2:0    | 0:1    |
| Спартак (Москва)     | 4:1     | Пахтакор (Ташкент) | 3:0    | 1:1    |
| Торпедо (Москва)     | 4:0     | Динамо (Мінськ)    | 3:0    | 1:0    |
| Шахтар (Донецьк)     | 2:2     | ЦСКА (Москва)      | 0:0    | 2:2    |

## 1/4 фіналу
| Дата       | Команда 1            | Рахунок | Команда 2         |
| ---------- | -------------------- | ------- | ----------------- |
| 01.07.1971 | Динамо (Тбілісі)     | 0:2     | Торпедо (Москва)  |
| 01.07.1971 | Нефтчі (Баку)        | 3:2     | Зеніт (Ленінград) |
| 01.07.1971 | СКА (Ростов-на-Дону) | 2:1     | Шахтар (Донецьк)  |
| 02.07.1971 | Спартак (Москва)     | 1:0 дч  | Кайрат (Алма-Ата) |

## Півфінали
| Дата       | Команда 1            | Рахунок | Команда 2        |
| ---------- | -------------------- | ------- | ---------------- |
| 24.07.1971 | СКА (Ростов-на-Дону) | 3:1     | Торпедо (Москва) |
| 24.07.1971 | Спартак (Москва)     | 5:0     | Нефтчі (Баку)    |

## Фінал
Перший матч
| 7 серпня 1971 |

| «Спартак» М             | 2 – 2 | СКА Р/Д                   |
| ----------------------- | ----- | ------------------------- |
| Хусаїнов 6' Логофет 90' | Звіт  | Кучинскас 3' Зінченко 68' |

| Центральний стадіон (Москва) Глядачів: 100 000 Арбітр: Мільченко (Сухумі) |

Додатковий матч
| 8 серпня 1971 |

| «Спартак» М  | 1 – 0 | СКА Р/Д |
| ------------ | ----- | ------- |
| Кисельов 55' | Звіт  |         |

| Центральний стадіон (Москва) Глядачів: 50 000 Арбітр: Мільченко (Сухумі) |